# Путковиці-Нагурні
Путковиці-Нагурні (пол. Putkowice Nagórne) — село в Польщі, у гміні Дорогичин Сім'ятицького повіту Підляського воєводства.
Населення — 102 особи (2011).
У 1975-1998 роках село належало до Білостоцького воєводства.

## Демографія
Демографічна структура станом на 31 березня 2011 року:
|          | Загалом | Допрацездатний вік | Працездатний вік | Постпрацездатний вік |
| -------- | ------- | ------------------ | ---------------- | -------------------- |
| Чоловіки | 54      | 7                  | 43               | 4                    |
| Жінки    | 48      | 9                  | 27               | 12                   |
| Разом    | 102     | 16                 | 70               | 16                   |